# Симит
Симит (тур. simit, арам. ܩܶܠܽܘܪܳܐ/ܩܸܠܘܿܪܵܐ qeluro/qelora, араб. سميد‎ samīd, греч. κουλούρι (koulouri), серб. ђеврек, đevrek, макед. ѓеврек, болг. геврек) — хлебобулочное изделие типа бублика с кунжутом, широко распространённое на Ближнем Востоке (Турция, Ливан, Израиль и др.), а также на Балканах (например, в Греции, Сербии, Болгарии). 
Симит появился в Османской Империи, самые ранние упоминания в архивах датируются 1525 в Стамбуле.  На основании протоколов суда Ускюдара (Şer’iyye Sicili) от 1593 года   впервые были стандартизированы вес и цена симита. Путешественник 17 века Эвлия Челеби писал, что в 1630-е годы в Стамбуле было 70 пекарен-симитов. На картинах маслом Жана Бриндези начала XIX века, посвященных повседневной жизни Стамбула, изображены продавцы на улицах. Уорвик Гобл тоже сделал иллюстрацию этих продавцов симитов в Стамбуле в 1906 году.
Характеристики симита (размер, хрусткость и другие) различны в разных регионах. В городе Измир симит известен как «gevrek» (с тур. — «хрустящий»), хотя он очень похож на стамбульскую разновидность.
Делается из теста (пшеничная мука, вода, дрожжи, соль) и кунжута. Симит обычно подаётся на завтрак к чаю или кофе, отдельно  с желе, джемом или сыром. 
Симит часто продают уличные торговцы, которые  везут его на тележке или несут в лотке на голове.
В США симит также известен как Turkish bagel (турецкий бейгл).